# Prêmio Contigo! de TV de 1995
O 1º Prêmio Contigo! seria a primeira edição, porém, só aconteceu no ano seguinte.

## Vencedores
| Melhor Novela | Melhor Autor(a)                                            |
| --- | ---------------------------------------------------------- |
| - A Viagem — Ivani Ribeiro - Éramos Seis — Sílvio de Abreu - Fera Ferida — Aguinaldo Silva - Tropicaliente — Walther Negrão | - Ivani Ribeiro — A Viagem                                 |
| Melhor Atriz | Melhor Ator                                                |
| - Christiane Torloni — A Viagem - Irene Ravache — Éramos Seis                                                               | - Antônio Fagundes — A Viagem                              |
| Melhor Atriz Coadjuvante | Melhor Ator Coadjuvante                                    |
| - Susana Vieira — Fera Ferida                                                                                               | - Maurício Mattar — A Viagem                               |
| Melhor Atriz Revelação | Melhor Ator Revelação                                      |
| - Carolina Dieckmann — Tropicaliente                                                                                        | - Márcio Garcia — Tropicaliente                            |
| Melhor Atriz Cômico | Melhor Ator Cômico                                         |
| - Cássia Kiss — Fera Ferida                                                                                                 | - Eri Johnson — Sonho Meu                                  |
| Melhor Cenário | Melhor Diretor(a)                                          |
| - Luiz Antônio Caligiuri e May Martins — A Viagem                                                                           | - Wolf Maya — A Viagem                                     |
| Participação Especial Feminina                                                                                              | Participação Especial Masculina                            |
| - Patricia Pillar — Pátria Minha                                                                                            | - Kadu Moliterno — Pátria Minha                            |
| Melhor Trilha Sonora | Melhor Abertura                                            |
| - Iuri Palmeira Cunha — A Viagem                                                                                            | - Hans Donner — A Viagem                                   |
| Melhor Ator/Atriz infantil                                                                                                  | Melhor Vilão                                               |
| - Carolina Pavanelli — Sonho Meu                                                                                            | - Fábio Assunção — Sonho Meu - Guilherme Fontes — A Viagem |
| Melhor Par Romântico |                                                            |
| - Antônio Fagundes e Christiane Torloni — A Viagem                                                                          |                                                            |